# Irena Kantakuzena

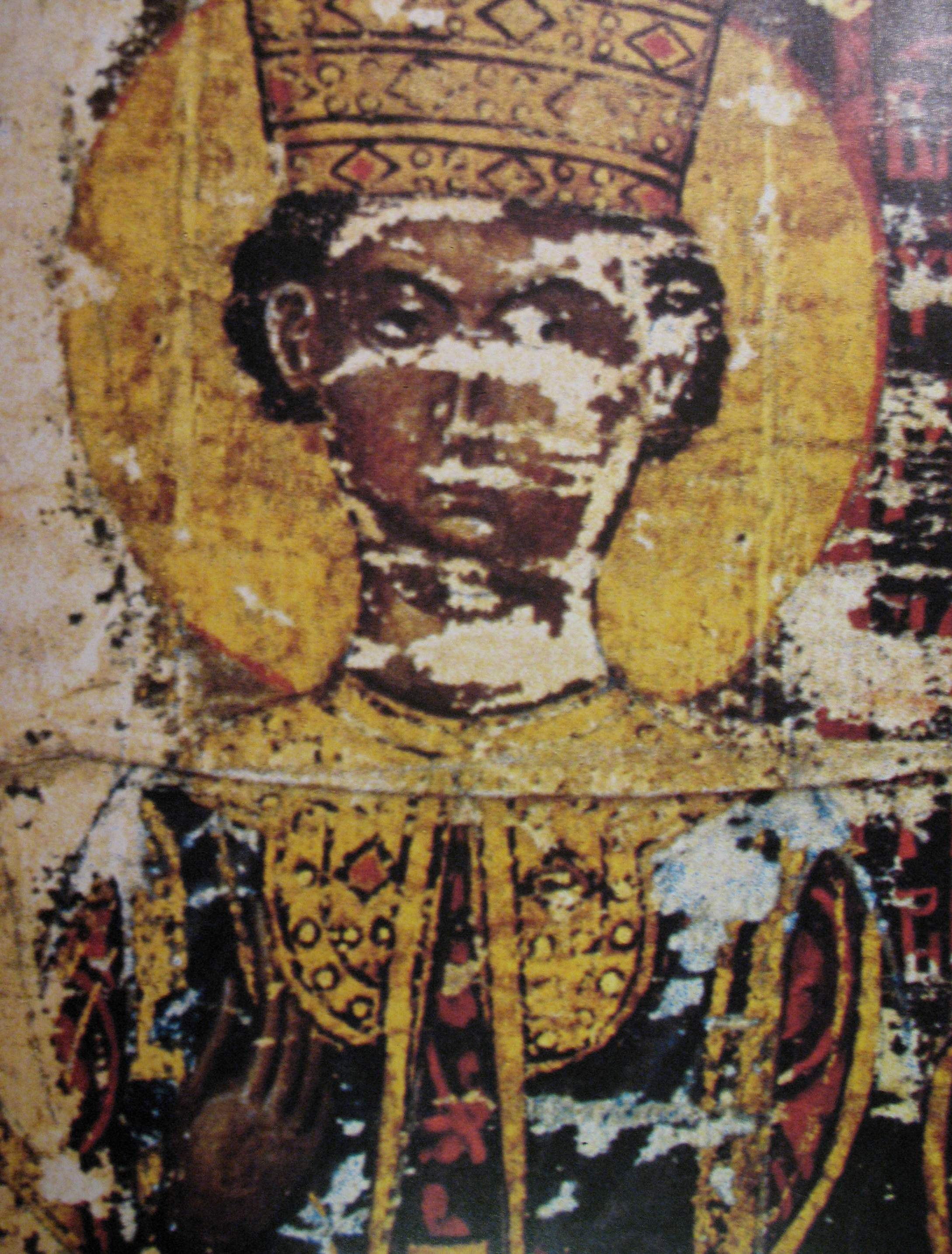

Irena Kantakuzena grec. Ειρήνη Καντακουζηνή, serb. деспотица Јерина (ur. ok. 1400, zm. 3 maja 1457) – żona Jerzego I Brankovicia, despoty serbskiego. 

## Życiorys
Była córką despoty Morei Demetriusza Kantakuzena. Jej ślub z przyszłym władcą Serbii odbył się 26 grudnia 1414.